# Rio Vologne
O rio Vologne é um rio do departamento de Vosges, na Lorena, no nordeste da França. Nasce entre Hohneck e o col de la Schlucht, no maciço dos Vosges, no domínio do Jardin d'altitude du Haut-Chitelet. É afluente do rio Mosela.